# Pierre Hautefeuille
Pour les articles homonymes, voir Hautefeuille.
Pierre Hautefeuille, né le 23 juillet 1916 à Paris et mort le 28 décembre 1999 à La Celle-Saint-Cloud, est un militaire et résistant français, Compagnon de la Libération. Officier saint-cyrien en poste en Afrique au début de la seconde guerre mondiale, il choisit de se rallier à la France libre en 1940 et participe au combats en Afrique, au Proche-Orient et en Italie avant de prendre part à la libération de la France. Après la guerre, il occupe différents poste de commandement, d'état-major et d'instructeur en France et à l'étranger.

## Biographie

### Jeunesse et engagement
Fils d'officier de la marine, Pierre Hautefeuille naît le 23 juillet 1916 à Paris. Après avoir passé son baccalauréat, il décide de s'engager dans l'armée et entre en 1934 à Saint-Cyr dans la promotion Alexandre Ier où il côtoie notamment Jean Bulle, Renaud de Corta, Gabriel de Galbert et Jean Compagnon. Sorti de l'école en 1936 avec le grade de sous-lieutenant, il est envoyé en Afrique-Équatoriale française où il est affecté au bataillon de tirailleurs sénégalais de l'Oubangui-Chari. Promu lieutenant en 1938, il est adjoint au chef de la subdivision de Bouar puis chef du poste de contrôle administratif de Baboua.

### Seconde Guerre mondiale
Au début de la seconde guerre mondiale, Pierre Hautefeuille retourne à Bouar où il est adjoint de Robert de Roux. Refusant l'armistice du 22 juin 1940, il décide de se rallier à la France libre le 27 août suivant. Affecté à Bangui où il commande la 1re compagnie du dépôt de guerre, il est muté en décembre 1940 au bataillon de marche no 2 (BM2) dont il commande la 6e compagnie. Avec le BM2, il prend part à la guerre du désert en Égypte puis à la campagne de Syrie. En septembre 1941, il est muté au 2e bureau de l'état-major du général Kœnig et participe aux batailles de Bir Hakeim et d'El Alamein. Transféré au bataillon de marche no 5 (BM5) en octobre 1942, il est engagé dans la campagne de Tunisie et s'y illustre le 11 mai 1943 lorsqu'il est blessé en menant sa compagnie au combat sous un violent bombardement ennemi.
Brièvement détaché, en juin 1943, au service du chiffre de l'état-major du général de Gaulle, il retrouve ensuite le BM5 avec lequel il prend part à la campagne d'Italie au cours de laquelle il se distingue le 19 mai 1944 en traversant en force le Rio Forma Quesa, puis le lendemain en participant à la prise du Monte Morrone à Pontecorvo. Après avoir débarqué en Provence en août 1944, il participe à la libération de la France en combattant à la bataille des Vosges puis à la bataille d'Alsace. Promu capitaine, il prend le commandement du BM5 en décembre 1944 et le mène lors des dernier combats dans les Alpes.

## Après-Guerre
Pierre Hautefeuille est promu chef de bataillon en septembre 1945 puis il travaille à nouveau pour le général Kœnig dont il intègre le cabinet en Allemagne de 1946 à 1949. Il commande ensuite un bataillon à Brazzaville avant de devenir chef d'état-major du commandant militaire du Gabon jusqu'en 1952. Il rejoint l'état-major de la zone stratégique de l'océan indien de 1953 à 1954 puis part pour l'Indochine où il commande aun bataillon de 1956 à 1956 avant d'intégrer la mission de liaison auprès de la commission internationale de contrôle de l'armistice. De 1956 à 1958, il sert à nouveau à l'état-major de l'océan indien. Promu lieutenant-colonel, il est stagiaire à l'école supérieure de guerre de 1958 à 1960 puis, les trois années suivantes, est cadre au cours supérieur interarmées. Promu colonel, Pierre Hautefeuille part pour les Antilles où il est attaché militaire à l'ambassade française à Saint-Domingue avant de prendre le commandement d'une régiment en Martinique. De retour en métropole en 1966, il travaille à l'inspection générale de la défense opérationnelle du territoire puis devient auditeur au centre des hautes études militaires et à l'institut des hautes études de Défense nationale. Il devient cadre de ce dernier de 1968 à 1971, année où il est nommé général de brigade, quelques mois avant de quitter le service actif. De 1972 à 1978, il est secrétaire général de l'union promotionnelle des négociants, entrepreneurs et fabricants d'équipements sanitaires.
Pierre Hautefeuille meurt le 28 décembre 1999 à La Celle-Saint-Cloud dans les Yvelines. Après des obsèques à l'église de la Sainte-Trinité de Paris, il est inhumé à Roquebrune-Cap-Martin dans les Alpes-Maritimes.

## Décorations
|  |  |  |  |  |  |
|  |  |  |  |  |  |

| Commandeur de la Légion d'honneur                    | Commandeur de la Légion d'honneur                    | Commandeur de la Légion d'honneur                    | Compagnon de la Libération Par décret du 20 novembre 1944 | Compagnon de la Libération Par décret du 20 novembre 1944 | Compagnon de la Libération Par décret du 20 novembre 1944 | Croix de guerre 1939-1945           | Croix de guerre 1939-1945           | Croix de guerre 1939-1945           |                                     |                                     |                                     |
| Croix de guerre des Théâtres d'opérations extérieurs | Croix de guerre des Théâtres d'opérations extérieurs | Croix de guerre des Théâtres d'opérations extérieurs | Croix de guerre des Théâtres d'opérations extérieurs      | Croix de guerre des Théâtres d'opérations extérieurs      | Croix de guerre des Théâtres d'opérations extérieurs      | Médaille de la Résistance française | Médaille de la Résistance française | Médaille de la Résistance française | Médaille de la Résistance française | Médaille de la Résistance française | Médaille de la Résistance française |